# Боевые действия на Керченском полуострове
Боевые действия на Керченском полуострове — принятое в историографии наименование для совокупности оборонительных и наступательных операций в ходе Великой Отечественной войны, проходивших в период с 14 января по 12 апреля 1942 года в восточном Крыму. 
После того как немцы разрешили кризис начального этапа Керченско-Феодосийской десантной операции, отбили Феодосию и стабилизировали фронт на Ак-Монайском перешейке, а советская сторона из-за отсутствия мобильности и слабой организации войск не смогла выйти к Сивашу, наступила оперативная пауза. Стороны решали задачи подготовки к летней кампании, которая в Крыму начиналась по погоде уже в середине апреля. При этом локальные советские наступления для улучшения позиций, связанные с большими потерями, не прекращались весь период.
Боевые действия сторонами в ходе операции велись на территории Керченского полуострова. С севера территория операции ограничивалась берегом Азовского моря, с юга Чёрного моря. C запада граница боевых действий проходила по линии Киет — Новая Покровка — Коктебель, с востока проходила по Ак-Монайскому перешейку.
Бои шли с 14 января по 12 апреля 1942 года. Дата начала боёв определена по началу немецко-румынского наступления на Феодосию, — дата окончания согласно приказу Ставки ВГК о прекращении наступательных действий Крымского фронта и переходе к обороне.
Операции предшествовала Керченско-Феодосийская десантная операция. Следующей операцией в том же районе стала Керченская оборонительная операция.

## Военно-стратегическая ситуация
После успешного отражения немецкого наступления в битве за Москву, советское командование сочло возможным начать наступления на всех участках фронта от Ленинграда до Чёрного моря с целью добиться решительной победы в течение 1942 года. Военная промышленность, развёрнутая за Уралом, поставляла всё больше вооружений. Красная армии была пополнена очередным призывом. Всё это позволило не только пополнить действующие части РККА, но и создать девять резервных армий:342.

## Планы и силы сторон
После успешного проведения Керченско-Феодосийской десантной операции, советские войска сумели вернуть Керченский полуостров и продвинуться в глубь Крыма. К первым числам января 1942 года c севера Крымского полуострова линия фронта проходила от села Киет (302-я стрелковая дивизия) на юго-запад до Новой Покровки (236-я стрелковая дивизия), затем до Карагоза (157-я стрелковая дивизия, а оттуда на юго-восток по хребту Узун-Сырт (251-й стрелковый полк 157-й стрелковой дивизии) и примыкала к Чёрному морю в Двуякорной бухте (отряды моряков). Им противостояли с севера на юг 46-я пехотная дивизия, усиленный 213-й пехотный полк отводимой из Крыма 73-й пехотной дивизии, румынские 4-я горная и 8-я кавалерийская бригады.

### Планы СССР
Керченско-Феодосийская десантная операция была первым этапом задуманной операции по освобождению Крыма и деблокаде Севастополя. В дальнейшем с захваченного Керченского полуострова предполагалось развитие наступления в глубину Крыма и выхода к Перекопу с целью перерезать тыловые коммуникации немецкой 11-й армии. 1 января 1942 года план по освобождению Крыма был доложен в Ставку. В соответствии с планом, мотомехгруппа (2 танковые бригады и кавалерийская дивизия, усиленные артиллерией РГК) и 51-я армия (4 стрелковые дивизии и 2 бригады) наносила удар на севере Крымского полуострова с выходом к Перекопу, где был запланирован воздушный десант. 44-я армия в составе трёх стрелковых дивизий в это же время выходила к Симферополю. Две горнострелковые дивизии должны были ударить вдоль черноморского побережья. На Приморскую армию возлагались сковывание сил противника у Севастополя и высадка десанта в Евпатории. Для дальнейшего развития наступления в Крым перебрасывалась 47-я армия. Директивой Ставки ВГК № 170005 от 2 января 1942 года план был утверждён. Дата начала операции была назначена сначала на 8-12 января 1942 года, а затем перенесена на 16 января 1942 года.
Со стороны СССР в боевых действиях участвовал Кавказский фронт (c 28 января 1942 года Крымский фронт) в составе 44-й, 47-й, 51-й армий, Черноморский флот, Азовская военная флотилия.

### Планы Германии
Немецкое командование совершенно точно представляло себе планы Красной Армии; Эрих фон Манштейн, командующий 11-й армией в Крыму, не без оснований полагал, что успешное развитие наступления Красной Армии перережет тыловые коммуникации армии, после чего наступит крах всей группировки немецких войск в Крыму. Более того, в своих мемуарах Манштейн отмечает нерешительность советского командования, которое не поняло выгод своего положения после завершения десантной операции или не решилось их использовать. Собственно, планы немецкого командования и состояли в том, чтобы не дать советским войскам распространить наступление с Керченского полуострова на весь Крым.
Со стороны Германии и Румынии в боевых действиях участвовали части 11-й армии, которой подчинялись приданные румынские части.

## Ход операции
С начала января 1942 года советское командование, имея перед собой неплотный заслон протяжённостью в 32 километра, оттягивало начало наступления, накапливая силы. 2 января 1942 года командующий Крымским фронтом Д. Т. Козлов доложил, что наступление никак не может быть начато ранее 12 января, а затем срок был перенесён на 16 января 1942 года. За это время на Керченский полуостров были переправлены подкрепления, и к середине января 1942 года советских войск на Керченском полуострове было уже втрое больше чем немецких и румынских частей. Однако, запаздывали тыловые части, не хватало боеприпасов, продовольствия, топлива и даже зимней амуниции. Также не полностью была переправлена артиллерия, и войска далеко не полностью выдвинулись на передовую.
Командование 11-й немецкой армией опередило советские войска. Ещё в конце декабря 1941 — начале января 1942 года с фронта под Севастополем были сняты 170-я и 132-я пехотные дивизии, а также была начата переброска на Керческий полуостров других частей, осаждавших Севастополь. 5 января 1942 года начался Евпаторийский десант, и первым делом немецкое командование силами 105-го пехотного полка 72-й пехотной дивизии, разведбатальона 22-й и некоторых других частей к 7 января 1942 года ликвидировало десант. На Керченский полуостров продолжали стягиваться силы: 7-8 января 1942 года подошла 18-я румынская пехотная дивизия, 14 января 170-я и 132-я немецкие дивизии.
15 января 1942 года немецко-румынские войска перешли в наступление. Они были сведены в два корпуса: 30-й и 42-й. 42-й армейский корпус в составе потрёпанной 46-й пехотной дивизии, 18-й румынской пехотной дивизии и 8-й румынской кавалерийской бригады наступал против войск 51-й армии на севере полуострова. 30-й армейский корпус в составе 170-й и 132-й немецких пехотных дивизий, 4-й горной румынской бригады и так называемой группы полковника Раду Корне (подвижные моторизованные части 5-й, 6-й и 8-й румынских кавалерийских бригад) наступал с целью возврата Феодосии через Владиславовку в обход Феодосии с севера.
В полосе 51-й армии наступление не получило быстрого развития. Советские войска в основном держали оборону, переходя в контратаки. Наиболее сильный удар пришёлся на левый фланг армии, где оборонялась 390-я стрелковая дивизия, но она удержала позиции. 224-я стрелковая дивизия в контратаках понесла тяжёлые потери. Тяжёлая ситуация сложилась в районе села Васильковое, где в окружение попал 827-й стрелковый полк 302-й стрелковой дивизии. Тем не менее, в полосе наступления 42-го корпуса обстановка оставалась сравнительно стабильной.
Однако в полосе 44-й армии всё было куда как хуже для советских войск. Прежде всего, крайне удачной для противника оказалась артиллерийская подготовка и авиационный налёт, предшествующий наступлению. Уже в первый час подготовки под артналёт попал штаб 44-й армии, в результате чего был тяжело ранен командующий 44-й армией генерал-майор А. Н. Первушин, контужен начальник штаба армии С. Е. Рождественский, убит член военного совета армии А. Г. Комиссаров. Командование взял на себя генерал И. Ф. Дашичев. К середине дня оборона армии на её стыке с 51-й армией, где оборонялась малочисленная 63-я горнострелковая дивизия была прорвана, немецко-румынские части вышли к побережью Чёрного моря, и 44-я армия была окружена в Феодосии. В окружение попали 63-я горнострелковая дивизия, 236-я стрелковая дивизия и 157-я стрелковая дивизия, 404-я стрелковая дивизия. 17 января 1942 года силами 51-й армии были начаты контратаки, но они проводились сравнительно ограниченными силами, поскольку армия отбивалась и на своём участке. В бой были введены необстрелянные 390-я и 396-я национальные стрелковые дивизии, обе неполного состава. Кольцо окружения прорвать не удалось, но отдельные подразделения (63-й горнострелковой и 157-й стрелковой дивизий, штаб 236-й стрелковой дивизии) сумели вырваться. Бои в Феодосии продолжались до 18 января 1942 года.
Разгром 44-й армии поставил в тяжёлое положение 51-ю армию, и тогда был отдан приказ об отводе войск на Ак-Монайский перешеек, где были в основном подготовлены позиции, и Ставка потребовала организовать там непреодолимую оборону, но задача освобождения Крыма не была снята. Немецко-румынские части ввиду малочисленности и полного отсутствия танков, не решились штурмовать позиции. По итогам расследования итогов отражения немецкого наступления были найдены виновные: арестованы генерал-майор И. Ф. Дашичев, взявший на себя командование 44-й армией (помилован, лишён наград и понижен в звании), командир 236-й стрелковой дивизии генерал-майор В. К. Мороз (расстрелян), командир 63-й горнострелковой дивизии Цендзеневский (оставался командиром вплоть до потери Крыма в мае 1942 года).
Поскольку задача освобождения Крыма не снималась, уже с 20 января 1942 года началась переброска советских войск через Керченский пролив. 25 января 1942 года командующим фронтом был отдан приказ на уничтожение «Феодосийской группировки противника», с готовностью к наступления 31 января 1942 года. Задачей наступления было выйти приблизительно на тот же рубеж, с которого отступили войска 44-й и 51-й армии, Коктебель — Старый Крым — Ислам-Терек (Кировское). План вновь предусматривал высадку десантов на побережье, в том числе, в Феодосии. 28 января 1942 года из Кавказского фронта был выделен Крымский фронт, куда представителем Ставки был отправлен Л. З. Мехлис. План наступления не был поддержан Ставкой, и оно было отложено. Ставкой были изменены прежде всего цели наступления: они стали гораздо масштабней, перед Крымским фронтом была поставлена задача деблокады Севастополя, причём без участия Приморской армии. В свете этого в начале февраля 1942 года Крымский фронт ещё дополнительно был усилен войсками 47-й армии, начавшей переправку через пролив, и предназначенной в резерв, большим количеством бронетехники, направление удара было смещено на Карасу-базар и наконец, Ставка указала на недопустимость малочисленных десантов в Феодосии и Евпатории, взамен этого приказав осуществить мощный десант в Судаке. План фронта, отвечающий требованиям Ставки, был представлен 1 февраля 1942 года, а датой начала наступления было определено 12 февраля 1942 года. Однако прибытие частей, предназначенных для наступления, задерживалось и в конце концов, наступление началось лишь 27 февраля 1942 года. В наступлении с советской стороны участвовали значительные силы: 12 стрелковых дивизий, из них 7 в первом эшелоне, две стрелковые бригады, четыре танковые бригады и танковый батальон, несколько артиллерийских полков. Всего к началу наступления советское командование насчитывало не менее 85 тысяч человек личного состава при большом количестве бронетехники.
На тот момент в полосе наступления 11-я армия вермахта располагала 170-й и 132-й пехотными дивизиями, входившими в состав 30-го армейского корпуса, 46-й и 18-й (румынской) пехотными дивизиями в составе 42-го армейского корпуса, при поддержке нескольких дивизионов артиллерии. В резерве оставался 213-й пехотный полк. Немецко-румынские войска на начало наступления имели в своём составе в первой линии порядка 46 тысяч человек личного состава плюс около 10 тысяч румынских солдат в различных подразделениях (остатки 8-й кавалерийской бригады, 4-й горнострелковой бригады, подвижной группы полковника Р. Корне).
Наступление началось во всей полосе 20-километрового фронта одновременно. В первый день наступления успех обозначился лишь на правом, северном фланге наступления, где румынская 18-я пехотная дивизия не сумела сдержать натиск войск 51-й армии, и отошла на 1,5-2 километра, а затем участок прорыва достиг 4 километров в ширину и 8 километров в глубину. На всех остальных участках фронта продвижение не превышало 500—800 метров. 18-я пехотная дивизия отступила в беспорядке, было много потеряно тяжёлого вооружения, включая два немецких артдивизиона. Но советское командование успех не сумело развить. В бой были брошены две танковые бригады, 39-я и 40-я, но они практически завязли в грязи. Вообще, погода доставила большие проблемы как одной, так и другой стороне. Из телефонного разговора А. М. Василевского, начальника Генерального Штаба и командующего фронтом Д. Т. Козлова следует, что даже пехота не в состоянии передвигаться, поскольку вязнет в грунте на 5-10 сантиметров, перевозка боеприпасов возможна только на лошадях, а артиллерия и танки вообще не способны к передвижению. Такие же проблемы были и у немецкого командования, которое для ликвидации прорыва в полосе 18-й румынской дивизии, было вынуждено перебросить на тот участок резервный 213-й пехотный полк, с южного участка перебросить 105-й пехотный полк 170-й пехотной дивизии, и для восстановления управления перебросить штаб 170-й дивизии. Тем не менее, немецкому командованию это удалось сделать ко второму дню наступления, и контратакой отбросить советские войска на 3 километра. В тот же день после обеда советские войска вновь атаковали и даже взяли Киет, но к концу дня были выбиты из него. К третьему дню наступления оборона немецких и румынских войск была близ Киета восстановлена. Бои продолжались, и очевидец событий Константин Симонов описывал это так:

«Всё завязло в грязи, танки не шли, пушки застряли где-то сзади, машины тоже, снаряды подносили на руках. Людей на передовой было бессмысленно много. Ни раньше, ни позже я не видел такого большого количества людей, убитых не в бою, не в атаке, а при систематических артналётах. На каждом десятке метров обязательно находился подвергавшийся этой опасности человек. Люди топтались и не знали, что делать. Кругом не было ни окопов, ни щелей — ничего. Все происходило на голом, грязном, абсолютно открытом со всех сторон поле. Трупы утопали в грязи, и смерть здесь, на этом поле, почему-то казалась особенно ужасной»— 
Лобовые атаки немецко-румынских позиций продолжались, но не приносили никакого успеха, и 2 марта 1942 года было принято решение о прекращении наступления, и с 3 марта 1942 года советские войска перешли к обороне. В течение первой декады марта советские войска на перешейке были пополнены, но и немецкие войска к середине марта 1942 года получили подкрепление: 22-ю танковую и позднее 28-ю пехотную дивизии.
13 марта 1942 года войска фронта вновь предприняли попытку наступления. В полосе 51-й армии 398-я и 236-я стрелковые дивизии при поддержке 39-й и 56-й танковых бригад перешли в наступление на Киет, Хан-Оба, но после небольших успехов, откатились назад. Наступление также шло и на южном фланге, и так же безрезультатно. Наступательные бои продолжались (по свидетельству Манштейна) в день приходилось отбивать от 10 до 22 атак), но некоторый результат обозначился лишь на вспомогательном направлении удара 16 марта 1942 года, когда 138-я стрелковая дивизия, 77-я горнострелковая дивизия при поддержке 40-й танковой бригады сумели взять Корпечь. В ночь на 18 марта 1942 года для развития успеха в Корпечь и в район южнее были направлены 398-я и 390-я стрелковый дивизии и 55-я танковая бригада. 19 марта 1942 года вновь введённые войска приступили к развитию наступления, и сумели немного потеснить противника, но затем были вынуждены вернуться на исходные позиции. В это время немецкое командование нанесло контрудар силами 22-й танковой дивизии в левый фланг 51-й армии в общем направлении Владиславовка — Корпечь. 22-я танковая дивизия насчитывала на тот момент 77 PzKpfw.38(t), 45 PzKpfw II и 20 PzKpfw IV. Сначала удар пришёлся по позициям 390-й стрелковой дивизии, но в ожесточённом бою советские войска сумели отбить атаку. Следующая атака последовала на позиции 398-й стрелковой дивизии, и в результате немецкие войска сумели ворваться в Корпечь, где разгорелись тяжёлые бои. В 15:30 20 марта 1942 года была предпринята мощная атака основными силами 22-й танковой и 170-й пехотной дивизий в стык 390-й стрелковой дивизии и 83-й морской стрелковой бригады. К концу дня советское командование ввело в бой 143-ю стрелковую бригаду, усиленную 40-й и 55-й танковыми бригадами, 456-м пушечным артиллерийским полком и двумя дивизионами реактивных миномётов на базе Т-60. Удар был мощным и немецкие войска, понеся серьёзные потери, откатились назад. Советские источники заявляют, что 22-я танковая дивизия была разгромлена, заявляя о 35 уничтоженных танках противника (по немецким данным 33). При этом потери советских войск были ещё более впечатляющими: с 13 по 20 марта 1942 года 56-я танковая бригада потеряла 88 танков, 55-я — 8, 39-я — 23, 40-я — 18, 24-й отдельный танковый полк — 17, 229-й отдельный танковый батальон — 3, всего 157 танков (Манштейн оценивал потери советских войск в 136 танков). Командующий 11-й армией также признаёт, что контрудар 22-й танковой дивизии оказался неудачным; вместе с тем, по утверждению Манштейна, несмотря на неудачу контрудара, было сорвано наступление советских войск. Историк Исаев А. В. опровергает факт подготовки такого контрудара советской стороной, а также указывает, что при отражении удара немецкой 22-й таковой дивизии потери советской стороны были намного меньше — всего 14 танков.
Вновь войска фронта перешли в наступление уже 24 марта 1942 года. Лишь 26 марта 1942 года советские войска достигли небольшого успеха, наступая на Кой-Асан: части 390-й стрелковой дивизии и 143-й стрелковой бригады с 40-й танковой бригадой, сумели ворваться в укреплённый узел Кой-Асан, где бои велись до 29 марта 1942 года, но в конечном итоге, советские войска отошли на прежние рубежи. 31 марта 1942 года войска фронта перешли к обороне, но как оказалось — ненадолго. 3 апреля 1942 года советские войска, уже силами двух армий (44-й и 51-й) предприняли попытку наступления на Кой-Асановский узел обороны, но без всякого успеха.
Последняя попытка наступления была предпринята 9 апреля 1942 года. 44-я армия всеми силами, а 51-я армия частью сил ранним утром перешли в наступление, вновь в направлении на Кой-Асан. Но попытка сорвалась из-за тумана, когда части потеряли ориентировку, а в танковых частях только на минных полях было потеряно 9 танков из немногочисленных оставшихся. При этом артиллерия израсходовала свой боезапас. Тем не менее, командование требовало продолжения наступления, при этом части начали наступать в разное время, танки без поддержки пехоты, а пехота соответственно, без танков и поддержки артиллерии. Бесплодные атаки продолжались до 11 апреля 1942 года, когда вмешательство Ставки их прекратило.
12 апреля 1942 года операция закончилась.

## Итог
Боевые действия на Керченском полуострове не принесли практически никаких результатов, исключая потери у каждой из сторон. Умозрительно можно считать что поскольку немецкое командование было вынуждено снять из-под Севастополя две пехотные дивизии, то тем самым было ослаблено воздействие на окружённый город. Но при этом надо иметь в виду, что ещё 30 декабря 1941 года немецкое командование отдало приказ о прекращении наступления на Севастополь.
В боевых действиях на Керченском полуострове принимал участие Крымский фронт в полном составе, насчитывающий к началу операции 181 680 человек. За период операции безвозвратные потери составили 43 248 человек (23,8 %), санитарные 67 091 человек, всего потери составили 110 339 человек. Ежесуточные потери составили 1240 человек. Есть и более высокие данные о потерях советских войск в этой операции: 226 370 человек общих потерь.
Потери немецкой 11-й армии были существенно меньше. Боевые потери составили за период с 1 января по 10 апреля 1942 года 3957 человек убитыми, 15 424 ранеными и 2 512 человек пропавшими без вести. В эту цифру следует включать все потери 11-й армии, в том числе те, которые были понесены в этот период под Севастополем, от действий партизан в Крыму, понесённые на охране побережья, и т. п. Потери румынских войск установить не удалось.
Даже если не брать во внимание потери личного состава, то и в этом случае итоги операции следует признать неутешительными для советских войск. В сравнении с итогами Керченско-Феодосийской десантной операции, не только не были выполнены задачи на дальнейшее наступление, деблокаду Севастополя и разгром всей неприятельской группировки в Крыму, но и была потеряна часть территории, включая Феодосию. Концентрация командования на продолжение наступления советских войск привела к большим потерям в бронетехнике, расходу боеприпасов и тому, что не были должным образом оборудованы оборонительные позиции на самом удобном для обороны месте: Ак-Монайском перешейке, что в конечном итоге предопределило разгром Крымского фронта в ходе майского наступления противника.

## Причины неудачи
Историки и мемуаристы называют несколько причин неудачи операции. Первой причиной неудачи операции послужила нерешительность командования Кавказского фронта, которое не развило наступление в глубину Крыма сразу в продолжение Керченско-Феодосийской десантной операции. По утверждению командующего 11-й армией Э. фон Манштейна «Если бы противник использовал выгоду создавшегося положения и быстро стал бы преследовать 46 пд от Керчи, а также ударил решительно вслед отходившим от Феодосии румынам, то создалась бы обстановка, безнадежная не только для этого вновь возникшего участка Восточного фронта 11 армии. Решалась бы судьба всей 11 армии. Более решительный противник мог бы стремительным прорывом на Джанкой парализовать все снабжение армии…Но противник не сумел использовать благоприятный момент. Либо командование противника не поняло своих преимуществ в этой обстановке, либо оно не решилось немедленно их использовать…По-видимому, даже имея тройное превосходство в силах, противник не решался на смелую глубокую операцию, которая могла бы привести к разгрому 11 армии. Очевидно, он хотел накопить сперва ещё больше сил.»
Основания опасаться за дальнейшее продолжение операции у командования фронтом всё-таки были: в ходе Керченско-Феодосийской операции из первоначальных 62 тысяч человек личного состава сухопутных сил потери составили 38 тысяч человек. Советские войска, находящиеся в соприкосновении с противником испытывали недостаток всего: тяжёлой артиллерии, топлива, зимнего обмундирования. Переправа тылов и подкреплений через Керченский пролив осложнялась в том числе, ввиду погоды, а порт Феодосии невозможно было использовать в должной мере, поскольку его вовремя не оборудовали зенитной артиллерией, и транспорты несли большие потери от налётов авиации. К 6 января 1942 года переправа войск через Керченский пролив в основном была закончена, но во-первых, требовалось время на переход от Керчи, во-вторых, к тому времени немецко-румынские части успели закрепиться и организовать оборону. Оторванность передовых войск фронта от тыла не позволила и организовать надлежащую оборону на достигнутом рубеже, что привело к успеху наступления противника 15 января 1942 года.
Имела место несогласованность действий советских войск. Так, 5-6 января 1942 года были высажены два десанта: Евпаторийский и Судакский, практически без всякой связи с действиями советских войск в районе Феодосии: к тому времени уже было принято решение об отложении наступления. Оба десанта погибли почти бессмысленно, если не считать временной переброски части немецко-румынских войск для ликвидации десантов, которая не нарушила общих планов.
В той или иной степени можно говорить и о влиянии погодных условий на проведение боевых действий. Во-первых, по некоторым сведениям в первые дни января имел место жестокий шторм, что не позволило осуществить переброску войск в Феодосию и Керчь морским транспортом. Вместе с тем утверждается, что какого-то особого шторма не было: данные о непогоде, не позволяющей переброску войск дало командование Черноморского флота, пытаясь оправдать гибель транспортов в порту Феодосии, не оборудованном средствами ПВО. Кроме того, в начале января 1942 года начался редкий для Керченского пролива ледостав, что также затруднило перевозку войск. С другой стороны, установившийся лёд позволил осуществить переброску по крайней мере личного состава по ледовой переправе. Следует считать достоверным тот факт, что распутица и единственная сравнительно пригодная дорога от Керчи на запад также не способствовали оперативному развёртыванию войск на рубеже наступления. Так, Л. З. Мехлис сообщал в Ставку 20 февраля 1942 года «дороги несколько лучше, чем мы прежде докладывали, но для автотранспорта непроходимы». Но особенно погодные условия сказались при наступлении 28 февраля 1942 года.
Как писал И. П. Галицкий, на тот момент начальник штаба инженерных войск Красной Армии командированный в Севастополь и позднее в Керчь для инженерного усиления: «Уже шла вторая половина февраля 1942 года. Погода стояла отвратительная: то дождь, то вдруг мороз, то туман — что называется, гнилая крымская зима…От периодических потеплений грунт раскисал и делался очень вязким. Копать его было просто невозможно. Земля буквально прилипала к лопате». Весь первый день наступления лил дождь и земля стала непроходима для бронетехники, которой 51-я армия была весьма насыщена и на неё делалась ставка. «Чего стоила нам грязь и распутица, можно судить по такой короткой справке: 17 мощных танков KB вышли из строя только из-за чрезмерных перегрузок силовой передачи»
Ситуация на фронте 51-й армии описана в стихотворении К. М. Симонова "Дожди", Симонов выезжал в полосу советского наступления вместе с Генералов Львовым и его штабом:
Все было мокро, даже спины
Понуро несших нас коней.
Однообразная картина
Трех верст, что мы прошли вчера,
В грязи ревущие машины,
Рыдающие трактора.
Воронок черные болячки.
Грязь и вода, смерть и вода.
Оборванные провода
И кони в мертвых позах скачки.
На минном поле вперемежку
Тела то вверх, то вниз лицом,
Как будто смерть в орла и решку
Играла с каждым мертвецом.
Неудача боевых действий на Керченском полуострове была обусловлена также плохой организацией перевозок. Не имелось общего централизованного плана перевозок. При ограниченности возможностей для переправы, на полуостров переправлялись ненужные там фронтовые учреждения, запасные части, курсы усовершенствования командного состава, и это при том, что солдаты на полуострове голодали.
17 апреля 1942 года было проведено заседание Военного совета фронта, на котором в числе прочего отмечались плохая разведка перед наступлением, в результате чего система обороны противника изучена не была, и соответственно в период артподготовки система вражеского огня не была подавлена. Отсутствовало взаимодействие пехоты и танков с артиллерией, в большинстве стрелковых подразделений первого эшелона отсутствовали передовые артиллерийские наблюдатели. Отмечалось отсутствие навыков пехоты наступать за огневым валом; в боевых порядках пехоты не было артиллерии для ведения огня прямой наводкой. Имела место частая потеря управления командирами, управление боем со стороны командования было организовано плохо. Не была налажена надлежащая связь (зачастую осуществлявшаяся посыльными, вынужденными передвигаться в распутицу), в результате приказы и сообщения доходили плохо или вообще не доходили.
Наконец, причиной неудачи наступления войск фронта часто называется деятельность Л. З. Мехлиса, представителя Ставки ВГК, который не являясь военным, по существу подчинил себе командование фронта. Д. Т. Козлов, в свою очередь, по словам К. М. Симонова, боялся взять на себя полноту ответственности, боялся противопоставить разумное военное решение безграмотному натиску «все и вся — вперёд», боялся с риском для себя перенести свой спор с Мехлисом в Ставку. Фактически, на Крымском фронте образовалось два штаба, Д. Т. Козлов самоустранился от выполнения своих обязанностей, а Л. З. Мехлис тратил силы фронта в бесплодных наступлениях, производившихся без предварительной концентрации сил на участке, без надлежащей разведки и подготовки, без учёта погодных условий.
Американский историк Дэвид Гланц проводит аналогию с другими наступательными операциями РККА в зимне-весенний период 1941-42 годов, также закончившимися неудачно при значительных потерях. К таким операциям, по мнению Гланца, относятся:
- Демянская наступательная операция (1 марта — 30 апреля)
- Любанская наступательная операция (7 января — 30 апреля)
- Ржевско-Вяземская стратегическая наступательная операция (7 января — 18 февраля)
- Болховская операция (24 марта — 3 апреля)
- Барвенково-Лозовская операция (7 января — 30 апреля)
- Курско-Обоянская операция (3 — 26 января)

Причиной неудач советских наступлений, по мнению Гланца, стала общая недооценка Ставкой ВГК сил вермахта и переоценка возможностей Красной Армии, а также распыление сил РККА на множество направлений.

## Комментарии
1. ↑  1 января 1942 года состоялось расширенное заседание Ставки ВГК – высшего командного органа СССР. На заседании присутствовали: начальник генштаба Б.М. Шапошников и его заместитель А.М.Василевский, члены ГКО Г. М. Маленков и Л.П.Берия, а также член ГКО Н. А. Вознесенский, отвечавший за планы по производству вооружений.

Обсуждался вопрос стратегических планов на 1942 год. Основной доклад делал Шапошников. Предлагалось начать наступление на всех участках фронта – северном, центральном и южном – с целью добиться решительной победы уже в 1942 году. В обсуждении выступили Г.К. Жуков и Н.А Вознесенский. Вознесенский сообщил, что материальных ресурсов СССР не хватит для реализации столь масштабного плана. Жуков считал, что следует не распылять ресурсы по всем направлениям, а сконцентрировать их на центральном участке фронта, как наиболее важном. Итог обсуждению подвел Сталин, указавший, что нужно не ссылаться на трудности, а искать пути их преодоления. План всеобщего наступления был утвержден; соответствующие приказы были разосланы командующим фронтами[4]:297, 298.
2. ↑  Сталинский метод «Наступления по всему фронту» применялся и в дальнейшем в ходе войны, что зачастую приводило к неоправданным потерям при ограниченных результатах[5].
3. ↑  В ноябре 2015 Дэвид Гланц был награждён медалью Министерства обороны России «За укрепление боевого содружества» за объективное освещение роли Красной Армии во Второй мировой войне[19].